# Poškodba pri delu
Poškodba pri delu je poškodba, ki je posledica neposrednega in kratkotrajnega mehanskega, fizikalnega ali kemičnega učinka, lahko pa je tudi posledica hitre spremembe položaja telesa, njegove nenadne obremenitve ali drugih sprememb fiziološkega stanja organizma, če je takšna poškodba posledica opravljanja dela ali dejavnosti.

## Vzroki poškodb
- Utrujenost
- Stres
- Zdrsi
- Trki
- Napake pri delu
- Prevračanje objektov
- Nevarni materiali
- Ponavljajoči se gibi
- Dvigovanje
- Nasiljena na delovnem mestu

## Dejavniki za poškodbe
Do poškodb pri delu pride zaradi več različnih vzrokov, ki so posledica različnih dejavnikov, med katerimi so:
- vrste in način opravljanja dela,
- higienske razmere na delu,
- socialnoekonomski dejavniki,
- kvalifikacija in izobrazba zaposlenih,
- kultura,
- motivacija.

### Delitev
Poškodbe pri delu lahko povzročijo dejavniki, ki se delijo na dve večji skupini:
- človeški dejavnik,
- delovno okolje: neugodne razmere za delo, prisotnost substanc, ki vplivajo na koncentracijo in delovno zmožnost, delo z nepopolnimi stroji in orodji, zasičenost delovnega prostora s surovinami, izdelki ali odpadki, slaba osvetljenost, hrup, vibracije, spolzka tla, nepopolna varovalna sredstva in dejavniki, ki delujejo zunaj delovnega okolja, slabe socialnoekonomske razmere, utrujenost, uživanje alkohola in drugih opojnih substanc.